# مايكل سادلر
مايكل سادلر (بالإنجليزية: Michael Sadler)‏ (و. 1954  م) هو موسيقي، ومغني بريطاني.